# Anna Livia Julian Brawn
Anna Livia Julian Brawn (Dublín, Irlanda, 13 de novembre de 1955 – Califòrnia, 5 d'agost de 2007) fou una escriptora que emprà el pseudònim Anna Livia en les seues novel·les, "molt llegida pel món lèsbic i feminista, teòrica de la lingüística", ben coneguda per les seues obres de ficció i no-ficció sobre sexualitat. Des del 1999 fins a la seua mort, treballà en la Universitat de Califòrnia de Berkeley.

## Biografia
Quan Anna va morir, aparegué un article de Nina Wakeford en "The Guardian", el 26 de setembre de 2007, en què deia: 
| « | -"El món de les lesbianes feministes londinenques de 1980 donà a llum algunes escriptores de finals del segle xx, amb dones més enginyoses, políticament desafiants, i Anna Livia, que ha mort sobtadament als 51 anys, fou una de les més llegides d'aquesta generació. Recentment s'havia forjat una reputació com a teòrica lingüística. Anna Livia Julian Brawn nasqué a Dublín; passà la primera infantesa a Àfrica. Quan tenia sis anys, son pare, Patrick, començà a fer pel·lícules per a una companyia minera de coure de Luanshya, Zàmbia; després se n'anaren a Swazilàndia. La mare d'Anna, Dympna, fou escriptora i secretària. Amb els seus dos germans i germana, Anna anà a l'escola primària de Luanshya, i a l'Escola Waterfold-Kamhlaba, Mbabane; tots parlaven una mica de bemba, suahili, zulu i afrikaans. En l'assaig de 1995 "Tongues or Fingers" (Llengües o dits) Anna contrastà el plaer sensual del menjar africà amb un plat de llentilles dels seus contemporanis de 1980 i l'obsessió del verd orgànic de la dècada següent. El 1970 la família es traslladà a Anglaterra. Anna assistí a l'escola primària Rosa Bassett, de Tooting, al sud de Londres, abans de graduar-se en francés i italià en l'University College de Londres. Després treballà com a conductora d'autobús, ensenyà anglés a París, i treballà per a l'editorial feminista lesbiana Onlywomen Press". | » |

## Obra

### Novel·les
- Relatively Norma (1982) London: Onlywomen Press. ISBN 0-906500-10-9.[1]
- Accommodation Offered (1985) London: Women's Press, 1985. ISBN 0-7043-2857-7.
- Buldòzer Rising (1988) Onlywomen (publisher). ISBN 0-906500-27-3.
- From a Hole in Heaven's Floor (1990) Sault Ste. Marie, ON, Canada: Tyro Pub., ISBN 0-921249-18-7.
- Minimax (1991) Portland, Or.: Eighth Mountain Press. ISBN 0-933377-12-6.
- Bruised Fruit (1999) Jackson, Tennessee, O.S.A. Firebrand Books. ISBN 1-56341-106-7.

### Contes
- Minimax (1992).

### Col·leccions
- Incidents Involving Warmth: A Collection of Lesbian Feminist Love Stories (1986) London: Only Women Press. ISBN 0-906500-21-4.
- The Pied Piper : lesbian feminist fiction, with Lillian Mohin. Publisher: London: Onlywomen, 1989. ISBN 0-906500-29-X. OCLC 60022644.
- Saccharin Cyanide (1990) Onlywomen. ISBN 0-906500-35-4.
- Incidents Involving Mirth: Short Stories (1990). Publisher: Portland, Or. : Eighth Mountain Press, 1990. ISBN 0-933377-14-2.

### No-ficció
- Unleashing Feminism: Critiquing Lesbian Sadomasochism in the Gai Nineties (1993) (amb Kathy Miriam i Pat Parker).
- Queerly Phrased: Language, Gender, and Sexuality (1997) (assaig, amb Kira Hall); Nova York: Oxford University Press, 1997. ISBN 0-19-510470-6 ISBN 0195104714.
- Pronoun Envy: Literary Usis of Linguistic Gender (2000) Oxford University Press. ISBN 0-19-513853-8.
- "Doing Sociolinguistic Research on the French Minitel" (Article), in American Behavioral Scientist 43 (3) (1999): 422-435; Sage Publications, OCLC 89434156.
- A reading with Bart Schneider, Anna Livia 4/29/1999; with Bart Schneider; San Francisco State University. Poetry Center. San Francisco State University. American Poetry Archive. (VHS tapi) San Francisco: Poetry Center and American Poetry Archives, ©1999. OCLC 70634326.
- "Oral History: Snapshots from a Family Album" (Article), in International Journal of Sexuality and Gender Studies 5 (2) (2000): 215-219. Springer. OCLC 90686787.
- "Public and Clandestine: Gai Men's Pseudonyms on the French Minitel", in Sexualities 5 (2) (2002): 201-217. Publisher: Sage Publications OCLC: 89287475.
- France: A Traveler's Literary Companion (Traveler's Literary Companions 16), amb William Rodarmor, Whereabouts Press, 2008, ISBN 1-883513-18-9.

### Traduccions
- A Perilous Advantage: The Best of Natalie Clifford Barney, Chicago, IL: New Victoria Publishers Inc. 1992. ISBN 978-0-934678-38-4.
- The Angel and the Perverts (× Lucie Delarue-Mardrus) (edició original francesa publicada el 1930)-(1995) Nova York Univ. Press. ISBN 0-8147-5098-2.